# Клиновое (Харьковская область)
Клиновое либо Клено́вое, в 19 веке Расляковский хутор (укр. Кли́нове) — село,
Охоченский сельский совет,
Нововодолажский район,
Харьковская область.
Код КОАТУУ — 6324283502. Население по переписи 2001 года составляло 64 (25/39 м/ж) человека.

## Географическое положение
Село Клиновое находится недалеко от истоков реки Ольховатка, в верховьях балки Пыльный Лог (устар. Пильной), по которой протекает пересыхающий ручей, который через 6 км впадает в реку Берестовая.
На расстоянии в 2 км расположено село Гуляй Поле.
К селу примыкает лесной массив (дуб).
Старое название — хутор Росляковъ (Расляковскій).

## История
- В середине 19 века на хуторе Расляковском были три ветряные мельницы.[1]
- При СССР в селе работал охоча́нский колхоз "Советская Армия", в котором была кленовская бригада в селе Кленовое.[5]